# 小行星1885
小行星1885（1885 Herero）是一颗围绕太阳公转的小行星。1948年8月9日，歐內斯特·倫納德·詹森在约翰内斯堡发现了此天体。
該小行星以非洲的赫雷羅人命名。
这颗小行星的绝对星等为5.47377等。